# Willemia subbulbosa
Willemia subbulbosa är en urinsektsart som beskrevs av ?E. Thibaud 1994. Willemia subbulbosa ingår i släktet Willemia och familjen Hypogastruridae. Inga underarter finns listade i Catalogue of Life.